# Stade des Costières
El Stade des Costières es un estadio de fútbol ubicado en la ciudad de Nîmes en la región de Occitania, Francia. Fue inaugurado en 1989 y es utilizado por el club Nîmes Olympique que desde la temporada 2018-19 milita en la Ligue 1, la máxima categoría del fútbol francés.
El estadio fue inaugurado en 1987 por el entonces alcalde de Nimes, Jean Bousquet. El diseño es de los arquitectos Marc Chausse y Vittorio Gregotti. Gregotti también fue responsable de la reconstrucción del Estadio Luigi Ferraris en Génova. Dentro de la arena hay instalaciones para baloncesto, fitness, esgrima y artes marciales. El nombre del estadio se remonta a la región vinícola Costières de Nîmes.
El 15 de febrero de 1989, el recinto se inauguró con el partido internacional de fútbol entre la Selección de Francia y los Países Bajos. El primer partido del Olympique Nîmes fue el 4 de marzo de 1989 contra el FC Montceau Bourgogne válido por la segunda división ante 3647 espectadores. El mayor registro de público data de la temporada 1991-92 en un partido entre Nîmes Olympique contra Olympique de Marsella, el juego fue presenciado por 25 051 espectadores. Después del drama de Furiani, los estadios fueron revisados por su seguridad, como resultado, la capacidad total del estadio se estableció para 18 364.